# (25024) Calebmcgraw
(25024) Calebmcgraw est un astéroïde de la ceinture principale d'astéroïdes.

## Description
(25024) Calebmcgraw est un astéroïde de la ceinture principale d'astéroïdes. Il fut découvert le 17 août 1998 à Socorro (Nouveau-Mexique) par le projet LINEAR. Il présente une orbite caractérisée par un demi-grand axe de 2,43 UA, une excentricité de 0,18 et une inclinaison de 3,4° par rapport à l'écliptique.
Il est nommé en honneur de Caleb John McGraw, jeune américain qui a gagné un concours scolaire parrainé 
par la société Intel.

## Compléments